# Mark James (auteur-compositeur)
 (janvier 2025).
Si vous disposez d'ouvrages ou d'articles de référence ou si vous connaissez des sites web de qualité traitant du thème abordé ici, merci de compléter l'article en donnant les références utiles à sa vérifiabilité et en les liant à la section « Notes et références ».
 (janvier 2025).
La mise en forme du texte ne suit pas les recommandations de Wikipédia : il faut le « wikifier ».
Les points d'amélioration suivants sont les cas les plus fréquents. Le détail des points à revoir est peut-être précisé sur la page de discussion.
- Les titres sont pré-formatés par le logiciel. Ils ne sont ni en capitales, ni en gras.
- Le texte ne doit pas être écrit en capitales (les noms de famille non plus), ni en gras, ni en italique, ni en « petit »…
- Le gras n'est utilisé que pour surligner le titre de l'article dans l'introduction, une seule fois.
- L'italique est rarement utilisé : mots en langue étrangère, titres d'œuvres, noms de bateaux, etc.
- Les citations ne sont pas en italique mais en corps de texte normal. Elles sont entourées par des guillemets français : « et ».
- Les listes à puces sont à éviter, des paragraphes rédigés étant largement préférés. Les tableaux sont à réserver à la présentation de données structurées (résultats, etc.).
- Les appels de note de bas de page (petits chiffres en exposant, introduits par l'outil «  Source ») sont à placer entre la fin de phrase et le point final[comme ça].
- Les liens internes (vers d'autres articles de Wikipédia) sont à choisir avec parcimonie. Créez des liens vers des articles approfondissant le sujet. Les termes génériques sans rapport avec le sujet sont à éviter, ainsi que les répétitions de liens vers un même terme.
- Les liens externes sont à placer uniquement dans une section « Liens externes », à la fin de l'article. Ces liens sont à choisir avec parcimonie suivant les règles définies. Si un lien sert de source à l'article, son insertion dans le texte est à faire par les notes de bas de page.
- La présentation des références doit suivre les conventions bibliographiques. Il est recommandé d'utiliser les modèles {{Ouvrage}}, {{Chapitre}}, {{Article}}, {{Lien web}} et/ou {{Bibliographie}}. Le mode d'édition visuel peut mettre en forme automatiquement les références.
- Insérer une infobox (cadre d'informations à droite) n'est pas obligatoire pour parachever la mise en page.

Pour une aide détaillée, merci de consulter Aide:Wikification.
Si vous pensez que ces points ont été résolus, vous pouvez retirer ce bandeau et améliorer la mise en forme d'un autre article.
Pour les articles homonymes, voir James.
Francis Rodney Zambon (29 novembre 1940 - 8 juin 2024), connu professionnellement sous le nom de Mark James, était un auteur-compositeur américain. Il a écrit des succès pour B.J. Thomas, Brenda Lee et Elvis Presley, notamment Hooked on a Feeling, Always on My Mind et le single à succès de Presley Suspicious Minds.

## Jeunesse
Mark James est né italo-américain à Houston, au Texas, le 29 novembre 1940[source insuffisante], fils d’un entrepreneur en bâtiment d’origine italienne et d’une institutrice[3], et il y a grandi. Au lycée, il jouait du violon et de l’accordéon et dirigeait l’orchestre de l’école, mais il a dit plus tard qu’il n’avait pas réalisé à quel point il aimait la musique jusqu’à ce qu’il prenne une guitare. James s’est lié d’amitié avec le chanteur B.J. Thomas alors qu’ils étaient tous deux jeunes. Il a commencé à écrire des chansons et à se produire dans des clubs à Houston, et a changé son nom en Mark James après qu’on lui ait dit que « Francis Zambon » était « un non-partant ».

## Début de carrière et écriture de chansons
Au début, James avait l’intention d’enregistrer ses chansons lui-même plutôt que de les donner à d’autres chanteurs. Il a sorti son premier single, Jive Note, en 1959. Il a formé un groupe, le Mark James Trio, et a sorti plusieurs autres chansons co-écrites avec Bobby Winder, dont Running Back et Tell Me, publiées sur Crazy Cajun Records à Houston, au Texas, qui a été un succès mineur en 1963. Sa carrière a été temporairement interrompue lorsqu’il a été enrôlé dans l’armée américaine pour servir au Vietnam avec la première division d’infanterie.
Après sa démobilisation, il a déménagé à Memphis en 1968 et a travaillé comme auteur-compositeur pour la société d’édition du producteur de Memphis, Chips Moman. En 1968 et 1969, Moman produit les versions de Thomas de The Eyes of a New York Woman, Hooked on a Feeling et It’s Only Love, qui ont toutes été couronnées de succès. Hooked on a Feeling, inspiré par Karen Taylor, son amour de lycée qui avait inspiré Suspicious Minds, a été son premier hit dans le top dix.
James a sorti sa propre version de sa chanson Suspicious Minds, également produite par Moman, sur Scepter Records en 1968. Elvis Presley, à la recherche d’une chanson avec laquelle relancer sa carrière, se fait jouer « Suspicious Minds » par Moman et enregistre une version en 1969 avec un arrangement presque identique. La chanson est devenue un succès retentissant et a ensuite été classée parmi les 500 plus grandes chansons de tous les temps de Rolling Stone à la 91e place.

## 1969-1977: Succès continu
En 1972, James signe un contrat à long terme avec Screen Gems-Columbia Music. En 1973, sa chanson Sunday Sunrise a été enregistrée par la chanteuse de country américaine Brenda Lee. La version de Lee a été un énorme succès et est devenue un single dans le top dix des charts aux États-Unis. En 1975, la musicienne canadienne Anne Murray a repris « Sunday Sunrise ». Elvis Presley a enregistré d’autres chansons de James, « Raised on Rock », « It’s Only Love » et « Moody Blue », qui était la chanson titre du dernier album studio de Presley. Le plus grand succès de James est venu avec « Always on My Mind », qu’il a écrit avec Johnny Christopher et Wayne Carson. Il a été publié en face B par Presley en 1972. En 1973,  le groupe de jazz-rock Blood, Sweat & Tears a sorti « Roller Coaster » de James en tant que single de leur album No Sweat. La chanson a été enregistrée par David Cassidy la même année pour le dernier album de la Partridge Family, Bulletin Board, qui contenait deux autres chansons de James, Where Do We Go From Here et Alone Too Long, qu’il a écrite avec Cynthia Weil.

## À partir de 1978: Victoire aux Grammy Awards, reprises deAlways on My Mind, Mark James Trio
Mark James Trio a sorti l’album She’s Gone Away en 1960 sur Crazy Cajun Records, avec les membres du groupe Joey Longoria et Bobby Winder qui ont co-écrit avec Mark James.
Une décennie après la sortie de Always on My Mind, Willie Nelson l’a reprise et a fait de la chanson un énorme succès. James a remporté un Grammy Award de la chanson de l’année et un Grammy Award de la meilleure chanson country pour la version de Nelson. En 1987, les Pet Shop Boys du Royaume-Uni ont sorti une version de Always on My Mind qui a atteint la première place au Royaume-Uni et la quatrième place aux États-Unis. Le 11 octobre 2015, James est entré au Nashville Songwriters Hall of Fame (en).

## Vie privée et mort
James a épousé sa première femme, Shirley Yates, à Houston, au Texas. Ils ont eu une fille. Il a épousé sa deuxième femme, Karen Taylor, en 1971. Elle a eu une fille de son premier mariage. Mark James est décédé à son domicile de Nashville, dans le Tennessee, le 8 juin 2024, à l’âge de 83 ans.